# Electro Velvet
Electro Velvet — британский вокальный дуэт, состоящий из Алекса Ларка и Бьянки Николас. Представил Великобританию на конкурсе песни Евровидение 2015 с песней «Still in Love with You», заняв 24-е место в финале.

## Карьера

### Начало карьеры
Николас появилась на The X Factor и The Voice UK. Также она пела дуэтом с Уиллом Янгом и выступала при дворе принца Уильяма, Кэтрин и принца Гарри. В 2011 году Николас выпустила сингл «Hold On To Your Dreams» («Держись За Свои Мечты»), попавший в топ 100 британского чарта.. У неё также была небольшая роль в американском фильме 1999 года Сонная Лощина с Джонни Деппом. Она страдает муковисцидозом.
Родившись в Уэлин-Гарден-Сити, Ларк в настоящее время является солистом трибьют группы Rolling Stones The Rolling Clones, и вместе с группой он гастролировал по Великобритании и за рубежом. Недавно он работал с пионером Big Beat группой Cut La Roc со своим альбомом Larger Than Life, в которой также есть коллаборационист Ice-T, Дональд Д и фронтмен Snow Patrol Гэри Лайтбоди. Ларк работает неполный рабочий день в начальной школе, а также преподает укулеле и блокфлейту. В 2014 году он работал в школе с особыми потребностями для детей и молодых людей с глубокими и тяжелыми трудностями в обучении.
На своей официальной странице в Facebook дуэт поблагодарил своих поклонников за всю их поддержку во время участия в Евровидении, а также объявил: «мы скоро свяжемся с вами о том, что мы делаем дальше».

### Евровидение 2015
Дуэт Electro Velvet был выбран BBC для представления Великобритании на конкурсе песни Евровидение 2015 с песней «Still in Love with You» («Ещё влюблён в тебя»). Песня была опубликована 7 марта 2015 года. Песня получила смешанный и отрицательный приём после своего объявления. В финале конкурса песни Евровидение 2015 песня получила 5 баллов и заняла 24-е место из 27.
Постановка песни включала в себя две пары дополнительных танцоров, двое из которых исполняли брейк-данс и акробатические движения. Телевизионная постановка включала несколько кадров в стиле Басби Беркли сверху и затемненные последовательности, во время которых костюмы исполнителей освещались встроенным светодиодным светом. Во время песни было несколько пиротехнических эффектов, в том числе и в самом конце.
22 июня их дебютный EP был запущен на PledgeMusic, где он был доступен для предварительного заказа вместе со многими другими эксклюзивами. Он был отменен из-за продолжающегося плохого самочувствия Николас.

## Дискография

### Синглы
| Название                                                           | Год  | Высшая позиция в чарте | Высшая позиция в чарте | Высшая позиция в чарте | Высшая позиция в чарте | Альбом       |
| Название                                                           | Год  | UK                     | UK Indie               | UK Indie Breakers      | AUT                    | Альбом       |
| ------------------------------------------------------------------ | ---- | ---------------------- | ---------------------- | ---------------------- | ---------------------- | ------------ |
| «Still in Love with You»                                           | 2015 | 114                    | 8                      | 2                      | 53                     | Без альбомов |
| «Take Me Home»                                                     | 2018 | —                      | —                      | —                      | —                      | Без альбомов |
| «—» обозначает сингл, который не попал в чарты или не был выпущен. |      |                        |                        |                        |                        |              |